# Lángszínű sásliliom
A lángszínű sásliliom vagy lángliliom (Hemerocallis fulva) az egyszikűek (Liliopsida) osztályának spárgavirágúak (Asparagales) rendjébe, ezen belül a fűfafélék (Asphodelaceae) családjába tartozó faj a sásliliom (Hemerocallis) nemzetségen belül. További elnevezései: vöröslő sásliliom, rezes sásliliom, sárigfüles, tüzestubarózsa, tűzliliom.
A narancsszínű sásliliom manapság a lángszínű sásliliom egyik változata Hemerocallis fulva var. aurantiaca (Baker) M.Hotta néven, de korábban önálló sásliliomfajnak tekintették Hemerocallis aurantiaca Baker néven.

## Előfordulása
A lángszínű sásliliom előfordulási területe Kelet-Ázsiában van. Ez a növényfaj Kína keleti felétől kezdve a Koreai-félszigeten és Tajvan szigeten keresztül Japán déli feléig található meg.
Közkedvelt dísznövényként az ember betelepítette Észak- és Közép-Amerikába, a Karib-térségbe, Európa nagy részére, Törökországba, a Kaukázus régióba, a Himalája környékére, Szibéria keleti partvidékére és Új-Zélandra.

## Változatai
- Hemerocallis fulva var. angustifolia Baker
- Hemerocallis fulva var. aurantiaca (Baker) M.Hotta – narancsszínű sásliliom (korábban önálló sásliliomfaj volt Hemerocallis aurantiaca Baker néven)[1][3]
- Hemerocallis fulva var. fulva
- Hemerocallis fulva var. littorea (Makino) M.Hotta
- Hemerocallis fulva var. longituba (Miq.) Maxim.
- Hemerocallis fulva var. pauciflora M.Hotta & M.Matsuoka
- Hemerocallis fulva var. sempervirens (Araki) M.Hotta

## Megjelenése
Évelő és lágy szárú növényfaj, amelynek húsos gyöktörzse és 90 centiméter hosszú, zöld, kihegyesedő levelei vannak; úgy a gyöktörzse, mint a levelei mérgezőek a háziállatok számára. A nagy, akár 10 centiméter átmérőjű virágai tölcsér alakúak, narancssárga-vörösek és nincs illatuk. Júniustól szeptemberig virágzik; de mindegyik virág csak egy napig tart, reggel kinyílik és estére elhervad. A termése 2 centiméteres tok. A magvai annyira kicsik, hogy 1000 darab belőlük csak 27,9 grammot nyom.

## Életmódja
A természetes élőhelyein sűrűn nő és gyakori. 300-2500 méteres tengerszint feletti magasságok között él. Az erdőkben, a sűrű aljnövényzetben, a füves pusztákon és patakok partjain egyaránt megél.

## Képek

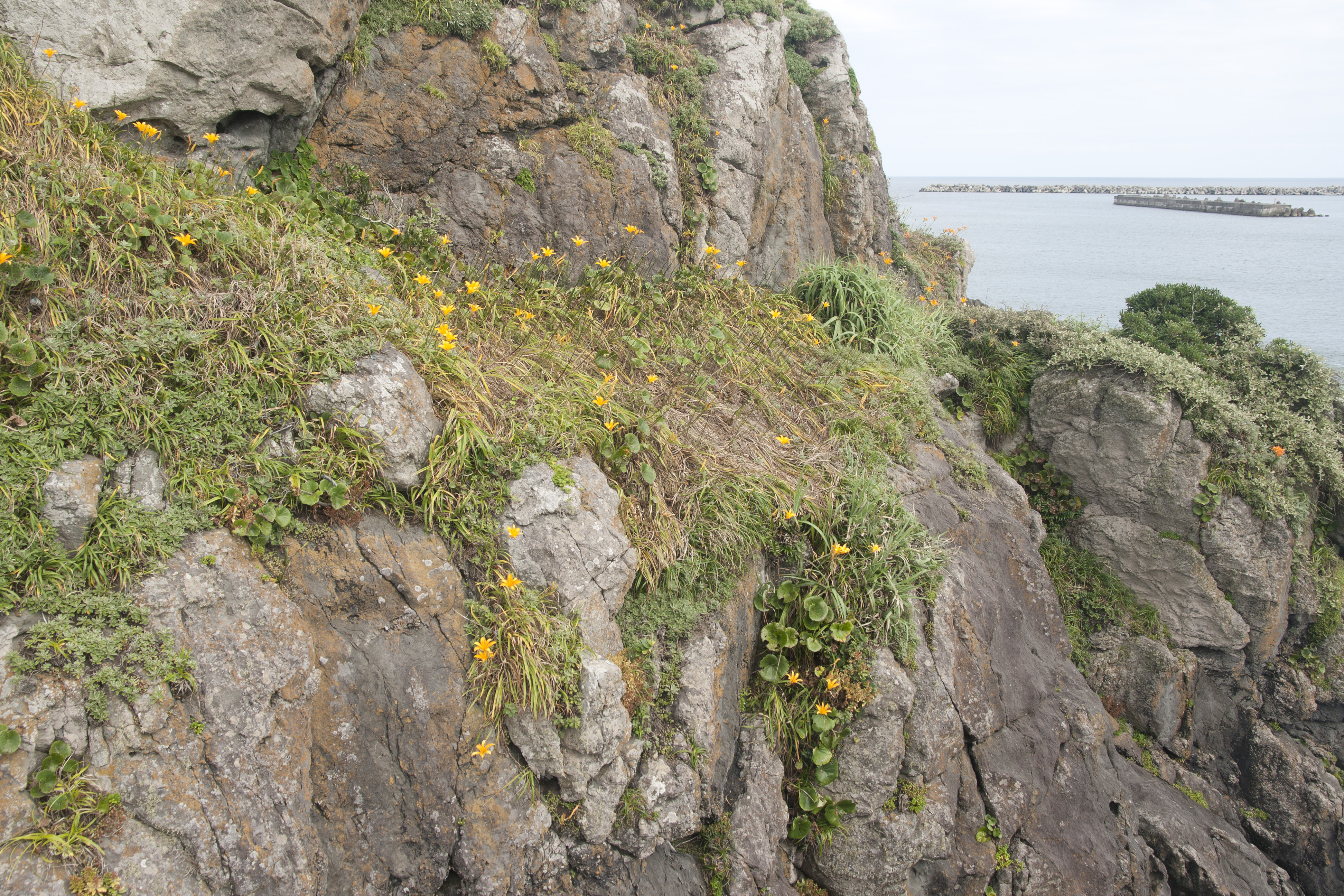
A természetben
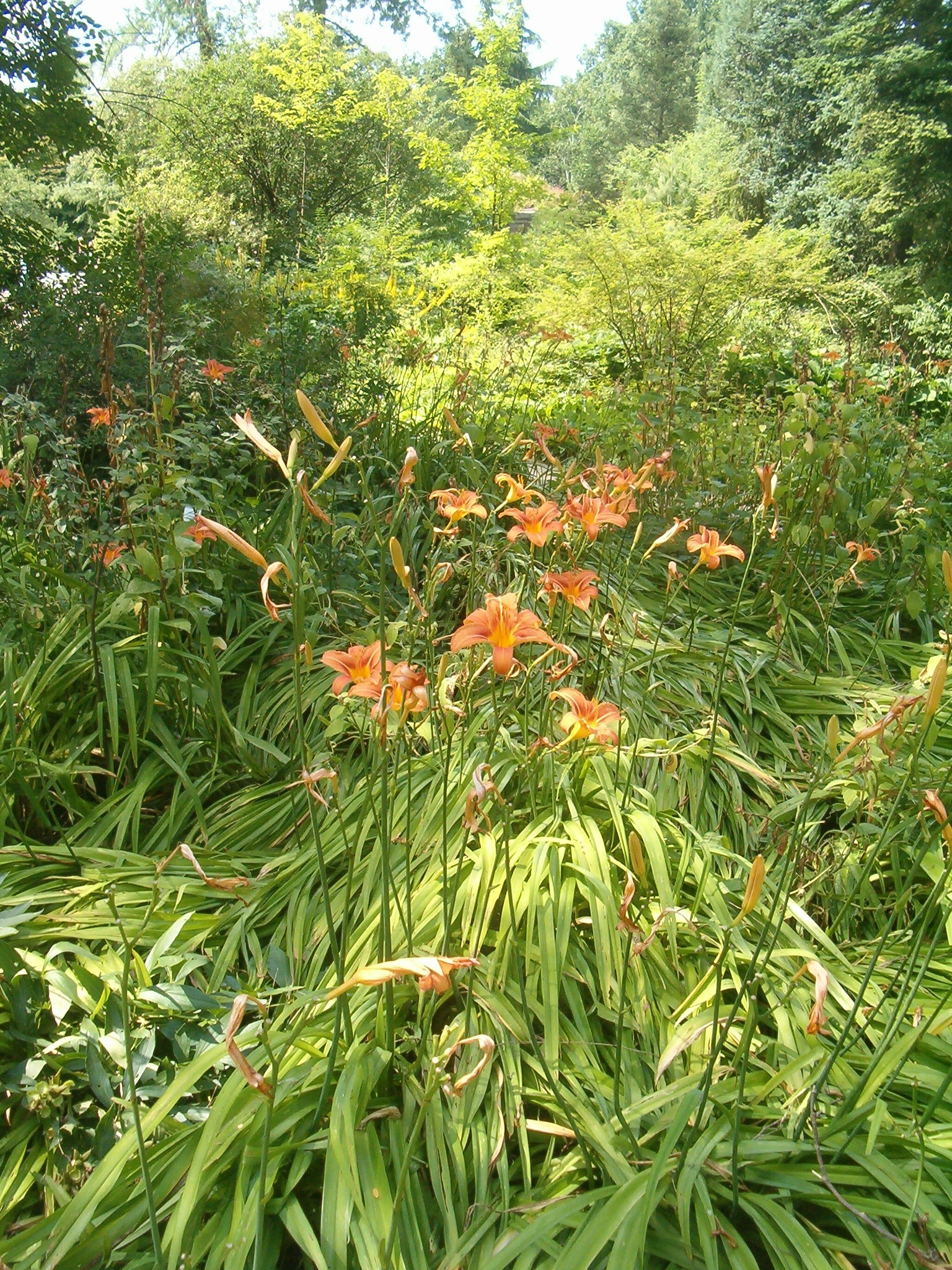
A növény
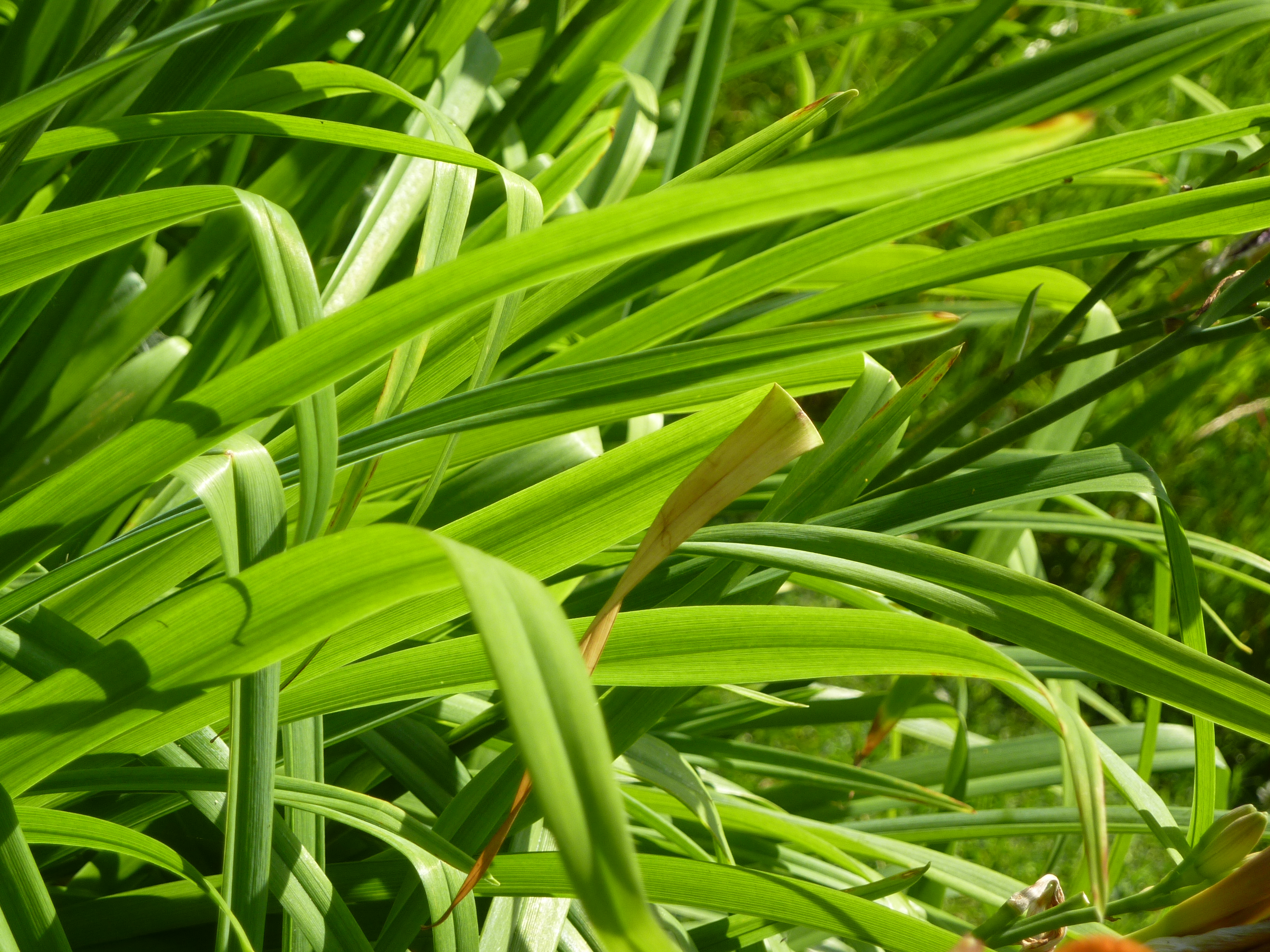
Levelei
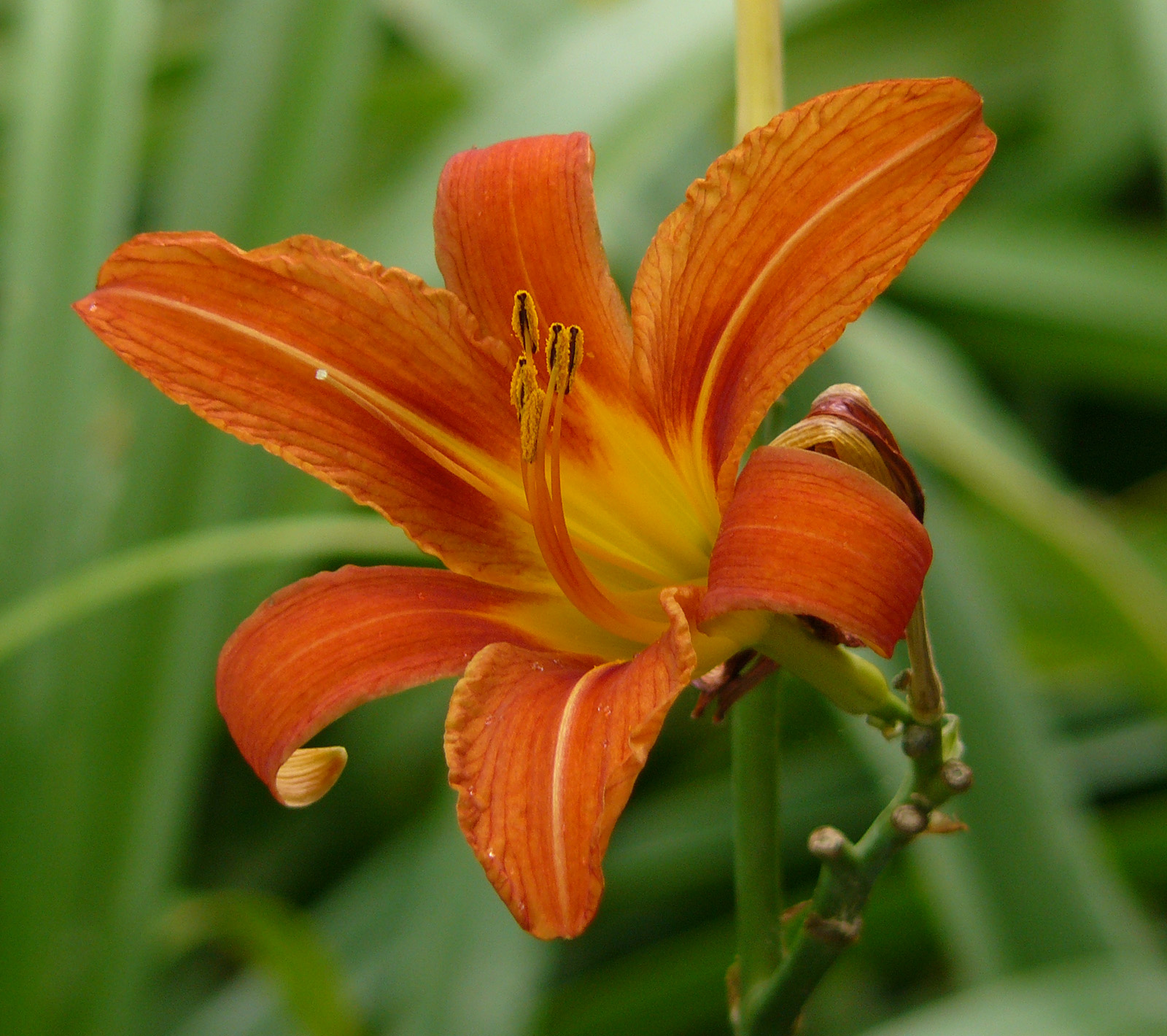
Virágai
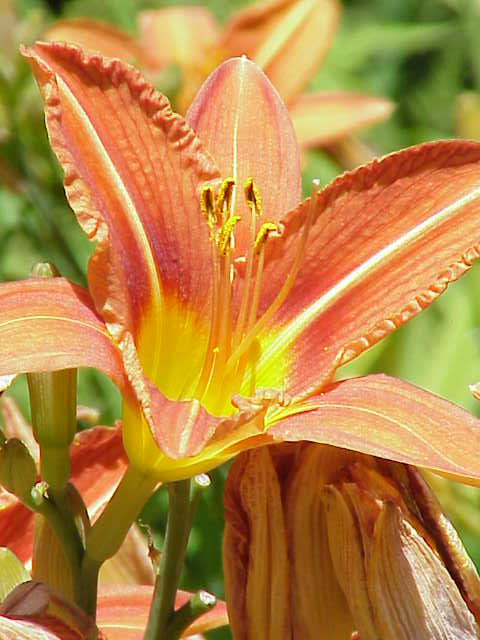